# Birgitta Fjæstad
Birgitta Fjæstad, född  9 oktober 1964 i Skövde, är en svensk målare och grafiker.
Fjæstad studerade hantverkslinjen vid Hellidens Folkhögskola i Tidaholm 1982-1984, men är huvudsakligen autodidakt som konstnär. Separat har hon ställt ut på Bildgalleriet i Varberg, Galleri Odhenkrantz och Koonce i Göteborg, Galleri Oxen i Båstad, Grafioteket i Göteborg, Galleri Katarina i Stockholm och Galleri 701 i Jönköping. Hon har medverkat i samlingsutställningar på Skövde konsthall, Bildgalleriet i Varberg, Tomarps Kungsgård i Kvidinge, Ateljé SolLång i Vejbystrand, Tidaholms konsthall och 
Rörstrand Center i Lidköping.
Hennes konst består av akvareller, gouacher, akryl och grafik med motiv som har en humoristisk underton. 
Fjæstad är representerad i Västra Götalands regionen, Jönköpings kommun och Region Halland.